# Witikon
Witikon (toponimo tedesco) è un quartiere di Zurigo di 10 406 abitanti, nel distretto 7.

## Storia
Già comune autonomo, nel 1934 è stato accorpato al comune di Zurigo assieme agli altri comuni soppressi di Affoltern, Albisrieden, Altstetten, Höngg, Oerlikon, Schwamendingen e Seebach. Dopo l'incorporazione formò, assieme a Fluntern, Hirslanden e Hottingen, il distretto 7.

## Monumenti e luoghi d'interesse

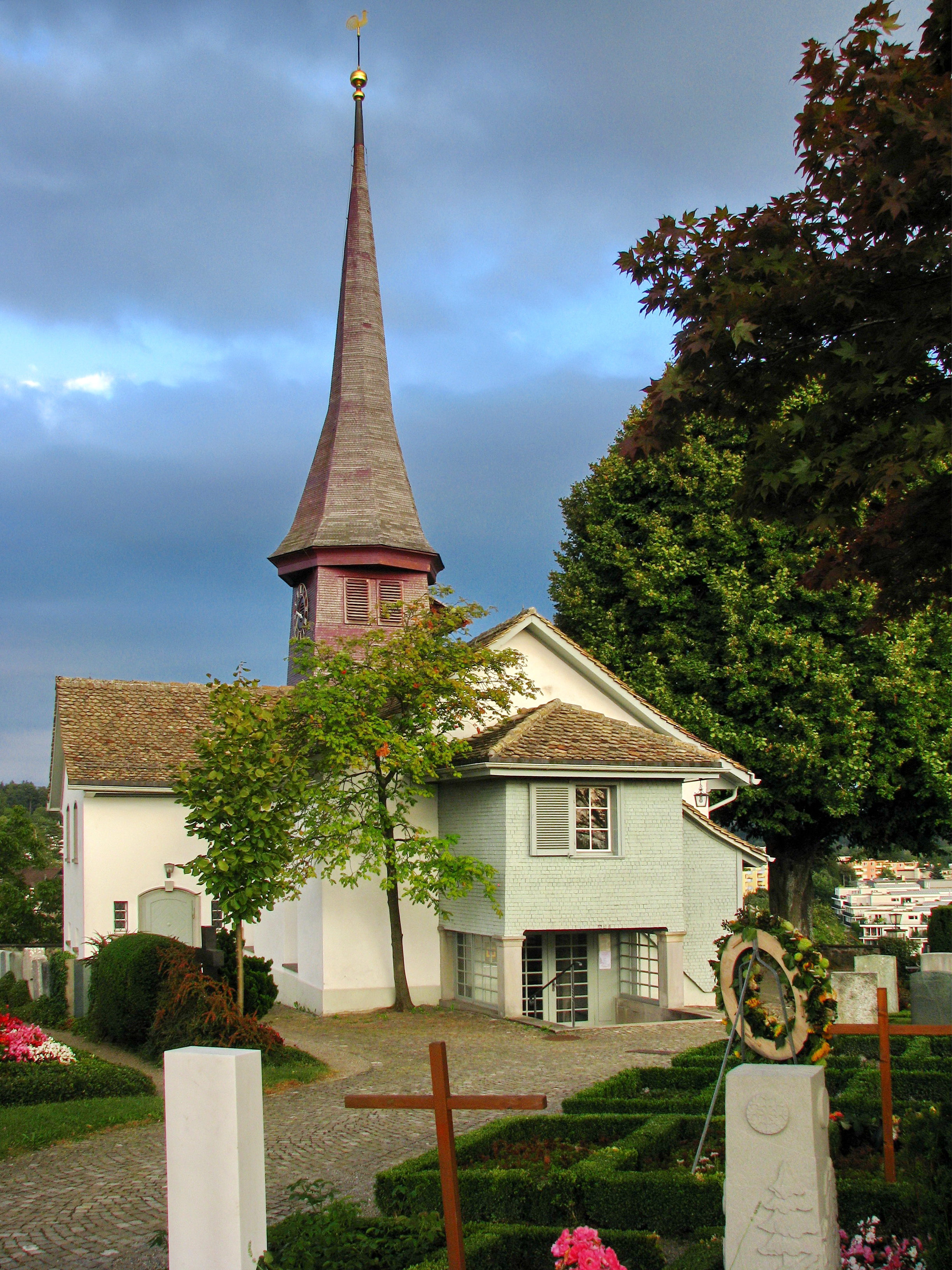
LAlte Kirche

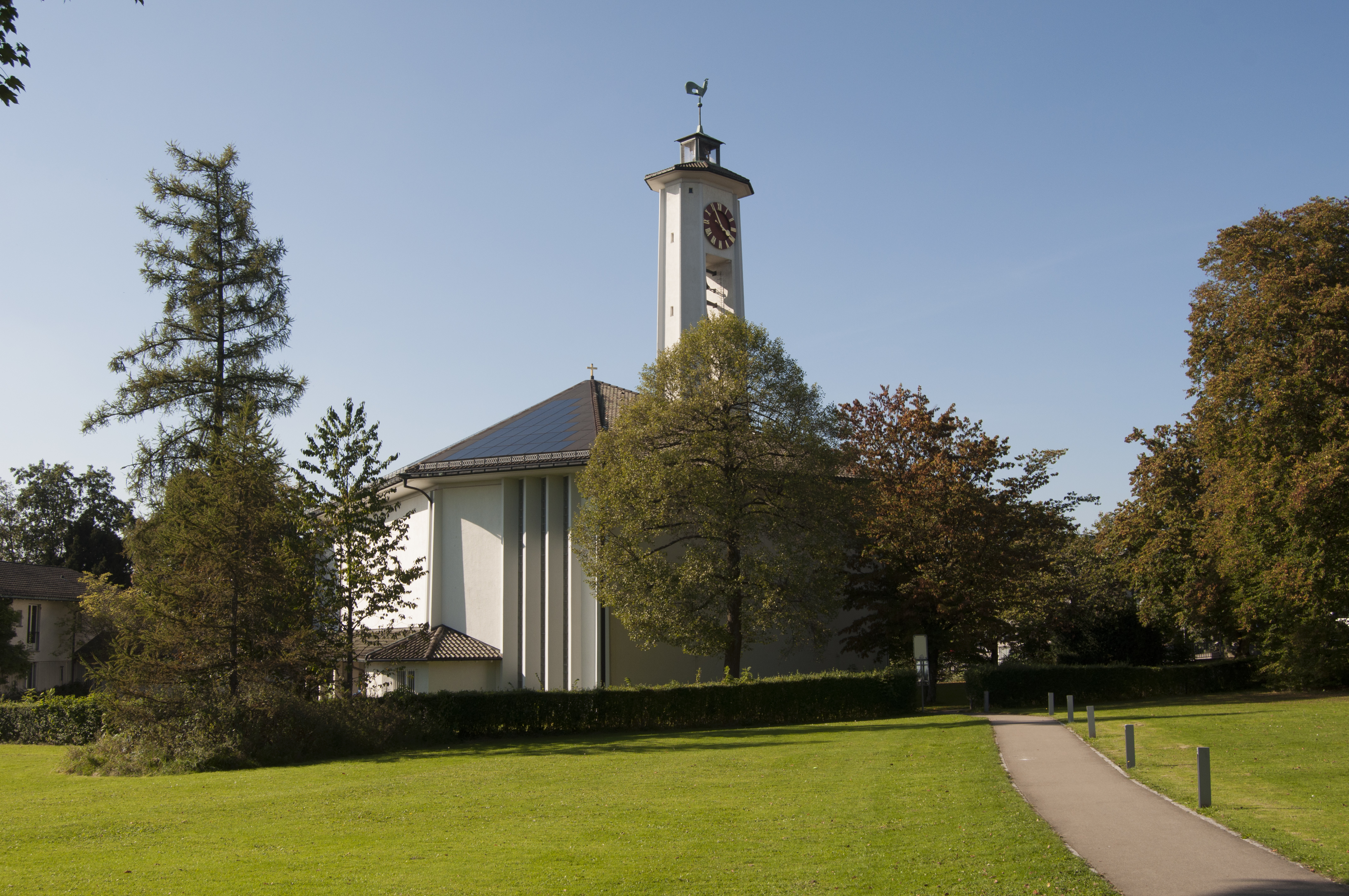
La Neue Kirche

La chiesa di Santa Maria Incoronata

- Chiesa riformata (chiesa vecchia, Alte Kirche), attestata dal 1270[1];
- Chiesa riformata (chiesa nuova, Neue Kirche), eretta nel 1957[1];
- Chiesa cattolica di Santa Maria Incoronata, eretta nel 1965[1].

## Società

### Evoluzione demografica
L'evoluzione demografica è riportata nella seguente tabella:
Abitanti censiti

## Amministrazione
Ogni famiglia originaria del luogo fa parte del cosiddetto comune patriziale e ha la responsabilità della manutenzione di ogni bene ricadente all'interno dei confini del comune.